# Emil Bobrowski
Emil Zygmunt Wiktor Bobrowski (ur. 18 kwietnia 1876 w Niepołomicach, zm. 12 kwietnia 1938 w Krakowie) – działacz socjalistyczny, pułkownik lekarz Wojska Polskiego. Był członkiem w latach 1885–1919 w Polskiej Partii Socjaldemokratycznej (PPSD), w okresie 1919–1930 w Polskiej Partii Socjalistycznej (PPS), a od 1930 w Bezpartyjnego Bloku Współpracy z Rządem (BBWR). Kawaler Orderu Virtuti Militari.

## Życiorys

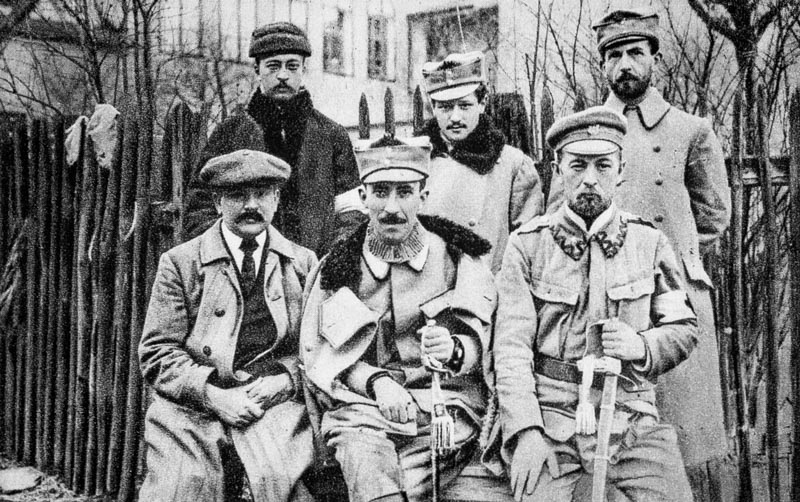
Lekarze I Brygady Legionów Polskich. U góry w środku dr Emil Bobrowski. Pod nim dr Ryszard Zacharski

Urodził się w rodzinie Leopolda i Anny z Gessnerów. Jego pradziadek – Szymon służył w wojsku napoleońskim. Ukończył szkołę w Krakowie. Jako uczeń gimnazjum w Krakowie należał do tajnej organizacji uczniowskiej. W trakcie studiów medycznych na Uniwersytecie Jagiellońskim był członkiem studenckiej organizacji "Zjednoczenie" a od 1895 wiceprezesem Bratniej Pomocy. W tym samym roku rozpoczął działalność w Galicyjskiej Partii Socjaldemokratycznej. W 1898 z powodu przemówienia  wygłoszonego w czasie obchodu setnej rocznicy urodzin Adama Mickiewicza został podczas stanu wojennego wydalony z Krakowa. Kontynuował studia medyczne w Wiedniu. Po powrocie do Krakowa Był prezesem socjalistycznej organizacji studenckiej "Ruch" oraz czynnym działaczem "Spójni". Dyplom doktora medycyny uzyskał na UJ w 1901 i rozpoczął pracę jako asystent dr. Apolinarego Tarnawskiego w jego zakładzie w Kosowie (1901-1904). W 1901 ożenił się z Bronisławą Szrejber. W latach 1904-1907 pracował jako lekarz Kasy Chorych w Krakowie a następnie był lekarzem lekarzem naczelnym Kasy Chorych w Podgórzu (1907-1918). Jednocześnie jako działacz PPSD rozwinął szeroką działalność polityczną i społeczną. będąc m.in. prezesem Towarzystwa Domu Robotniczego w Podgórzu (od 1907), radnym miejskim Podgórza (od 1908), prezesem Związku Strzeleckiego w Podgórzu (od 1912) i wiceprezesem Towarzystwa Uniwersytetu Ludowego im. Adama Mickiewicza, działaczem Towarzystwa Wyższych Kursów Wakacyjnych oraz III kole Towarzystwa Szkoły Ludowej. W latach 1904-1918 był członkiem kierownictwa PPSD a także przez pewien czas sekretarzem Komitetu Wykonawczego PPSD (1904-1913). W 1909 brał udział w sądzie obywatelskim nad Stanisławem Brzozowskim. W latach 1910-1914 był współpracownikiem Krakowskiego Związku Pomocy Więźniom Politycznym. Był także przedstawicielem PPSD w Komisji Tymczasowej Skonfederowanych Stronnictw Niepodległościowych. Z ramienia PPSD dwukrotnie kandydował bezskutecznie do parlamentu austriackiego (1909 i 1911) Do austriackiej Rady Państwa dostał się za trzecim razem po ustąpieniu Witolda Korytowskiego w wyborach dodatkowych z okręgu wyborczego nr 19 Bochnia – Wieliczka – Podgórze (1913-1918).
Od 7 sierpnia 1914 do 1 września 1917 w Legionach Polskich służył jako oficer-lekarz. Początkowo był komisarzem Legionów w Jędrzejowie i Słomnikach, później komisarzem Polskiej Organizacji Narodowej w 1914 roku. Następnie służył jako lekarz batalionowy, lekarz pułkowym 4 pułku piechoty, szef sanitarnym c. i k. Komendy Grupy Legionów Polskich w Kozienicach i Dęblinie, a później w c. i k. Komendzie Legionów Polskich w Warszawie. W sierpniu 1917 zwolniony karnie z Legionów w związku z tzw. kryzysem przysięgowym, uniknął aresztowania jako poseł do parlamentu austriackiego. Był współpracownikiem Komisji Kas Chorych Tymczasowej Rady Stanu. W latach 1917–1918 był kierownikiem Departamentu Opieki Naczelnego Komitetu Narodowego a następnie naczelnikiem Wydziału Zdrowia i Opieki Społecznej Polskiej Komisji Likwidacyjnej.Od 1917 był radnym Krakowa. W Wojsku Polskim został zweryfikowany w stopniu pułkownika ze starszeństwem z dniem 1 czerwca 1919 w korpusie oficerów rezerwowych sanitarnych, grupa lekarzy. W 1923 posiadał przydział do 5 batalionu sanitarnego w Krakowie.
W latach 1919-1929 działał w Polskiej Partii Socjalistycznej. Od marca 1919 był przewodniczącym krakowskiej Rady Robotniczej PPS a od 1920 członkiem Rady Naczelnej PPS (od kwietnia do listopada 1928  wiceprzewodniczącym RN). Był także członkiem Centralnego Komitetu Wykonawczego PPS (1924-1925). Z ramienia PPS był posłem na Sejm od 1919 do 1929, gdzie pracował w komisjach zdrowia publicznego i spółdzielczej, wchodził w skład koła poselskiego - Związku Poselskiego Polskich Socjalistów. Jednocześnie działał w Towarzystwie Uniwersytetu Robotniczego, Towarzystwie Uniwersytetów Ludowych, Instytucie Gospodarstwa Społecznego i przewodniczył Radzie Nadzorczej Drukarni Ludowej. Był także działaczem i członkiem Rady Nadzorczej Związku Spółdzielni Spożywców RP.Wypełniając mandat poselski równolegle 11 lipca 1921 został mianowany wiceprezydentem Krakowa. W 1923, podczas wypadków krakowskich, mediował ze strajkującymi robotnikami. Na wniosek posłów prawicy, został pozbawiony immunitetu poselskiego i stanął przed sądem który go uniewinnił .
Na początku 1929 złożył mandat poselski, zrzekł się godności wiceprezesa RN PPS i przewodniczącego krakowskiego OKR PPS. W liście otwartym do członków PPS w Krakowie ogłosił swoje zerwanie z PPS motywując to wiązaniem się partii z prawicą oraz Wojciechem Korfantym i Wincentym Witosem przeciwko Józefowi Piłsudskiego. W tym czasie związał się z PPS dawną Frakcją Rewolucyjną. Podjął też na nowo praktykę lekarską, od 1927 był lekarzem Kasy Chorych w Krakowie, w latach 1929-1932 przewodniczący Związku Okręgowego Kas Chorych w Krakowie. W latach 1934-1935 był lekarzem Ubezpieczalni Społecznej w Krakowie. W latach 1930–1938 senator III i IV kadencji z listy BBWR, w 1930 został wybrany, w 1935 mianowany przez prezydenta RP. Członek Zarządu Okręgu Kraków Związku Legionistów Polskich w 1936 roku. W 1935 był członkiem krakowskiej loży wolnomularskiej Przesąd Zwyciężony.
Zmarł 12 kwietnia 1938 w Krakowie. Pochowany na cmentarzu Rakowickim w Krakowie (kw. HD, rząd płd.).

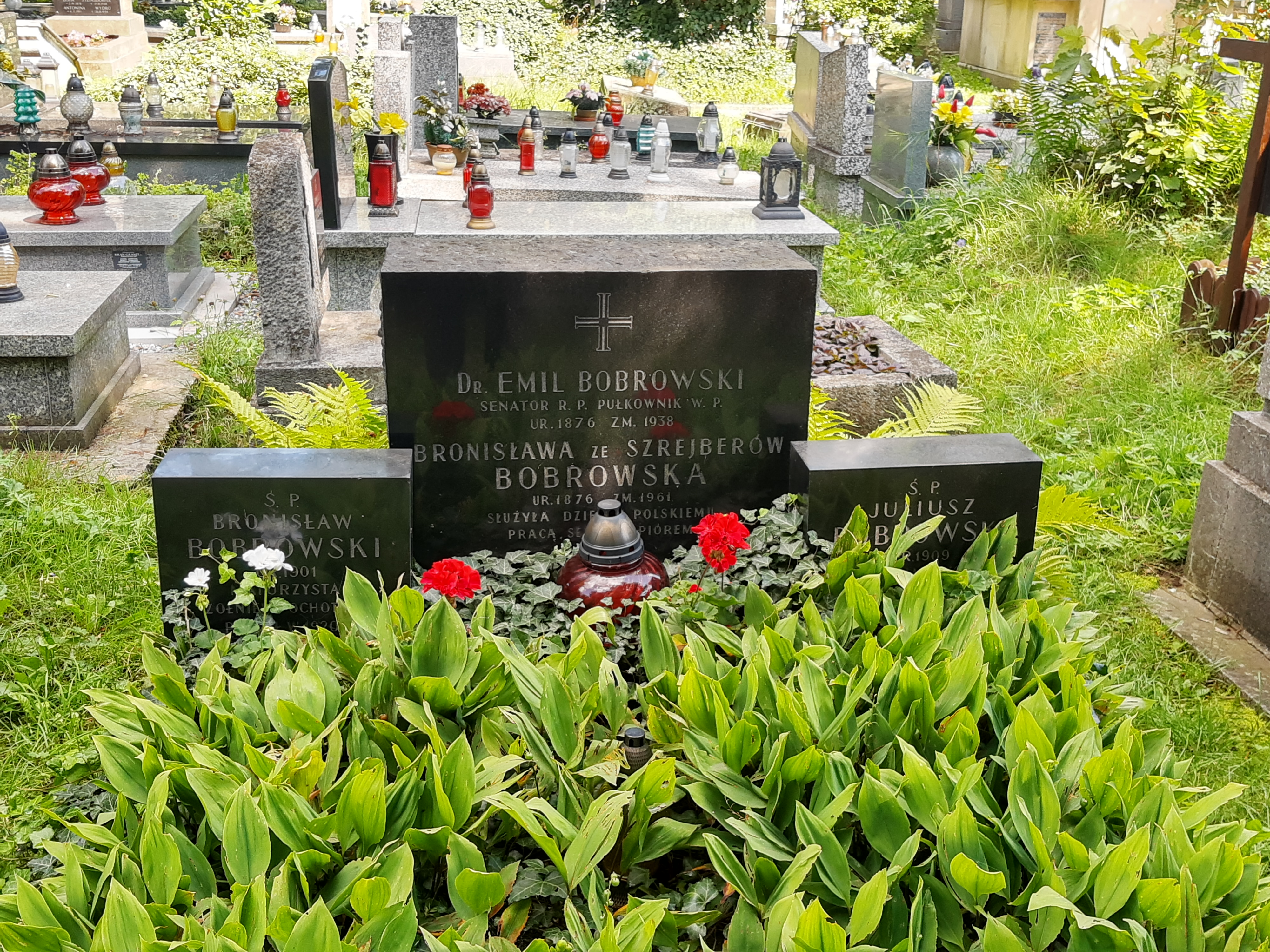
Grób Emila Bobrowskiego na cmentarzu Rakowickim w Krakowie

## Ordery i odznaczenia
- Krzyż Srebrny Orderu Wojskowego Virtuti Militari nr 6196 – 17 maja 1922[15][16][17]
- Krzyż Komandorski z Gwiazdą Orderu Odrodzenia Polski – pośmiertnie, 1938[18]
- Krzyż Komandorski Orderu Odrodzenia Polski[19]
- Krzyż Niepodległości – 1931[19]
- Krzyż Walecznych dwukrotnie[19]
- Odznaka „Za wierną służbę”